# Relaciones Canadá-México
Canadá y los Estados Unidos Mexicanos establecieron relaciones diplomáticas formales en 1944. Inicialmente, los lazos entre las dos naciones estaban inactivos, pero desde la década de 1990 las relaciones entre ambos países se han desarrollado positivamente a medida que ambos países negociaron el Tratado de Libre Comercio de América del Norte (TLCAN).
Ambos países son parte del Foro de Cooperación Económica Asia-Pacífico, Grupo de Lima, Grupo de los 20, Naciones Unidas, Organización de Estados Americanos y la Organización para la Cooperación y el Desarrollo Económico. Asimismo, Canadá y México están asociados económicamente a través del Tratado de Libre Comercio de América del Norte.

## Historia

Celebrando 70 años de relaciones diplomáticas entre Canadá y México en 2014.

Antes de que Canadá se convirtiera en una nación independiente, hubo contactos previos entre Canadá y México en el siglo XIX. Los productos de fabricación canadiense se vendieron en México bajo los logotipos de las empresas británicas. Desde que obtuvo su independencia del Reino Unido en 1867; Canadá retrasó el establecimiento de relaciones diplomáticas con México debido a la Expropiación del petróleo en México de compañías petroleras extranjeras en 1938. En ese momento, Canadá se sintió obligado a seguir a otras naciones para aislar a México económica y diplomáticamente. Las relaciones formales entre las dos naciones comenzaron hasta el 30 de enero de 1944, en el apogeo de la Segunda Guerra Mundial, en la que ambos países fueron aliados. En 1952, México abrió su primer consulado-general en Montreal.
La primera reunión entre líderes de ambas naciones tuvo lugar en White Sulphur Springs, Virginia Occidental en 1956 entre el presidente mexicano Adolfo Ruiz Cortines, el primer ministro canadiense Louis St. Laurent y el presidente estadounidense Dwight D. Eisenhower. En 1959, el presidente Adolfo López Mateos decidió visitar Canadá en su primera visita oficial al extranjero. La visita fue correspondida por el primer ministro John Diefenbaker en 1960. Desde entonces, casi todos los presidentes mexicanos han visitado Canadá al menos una vez, y casi todos los primeros ministros canadienses han visitado México.
En 1968, ambas naciones establecieron una comisión ministerial conjunta para reunirse cada dos años, para discutir y analizar intereses mutuos en la promoción del desarrollo y la profundización de las relaciones bilaterales. En 1974, se firmó un acuerdo entre ambas naciones para permitir que los trabajadores migrantes temporales de México trabajen en Canadá.

#### TLCAN

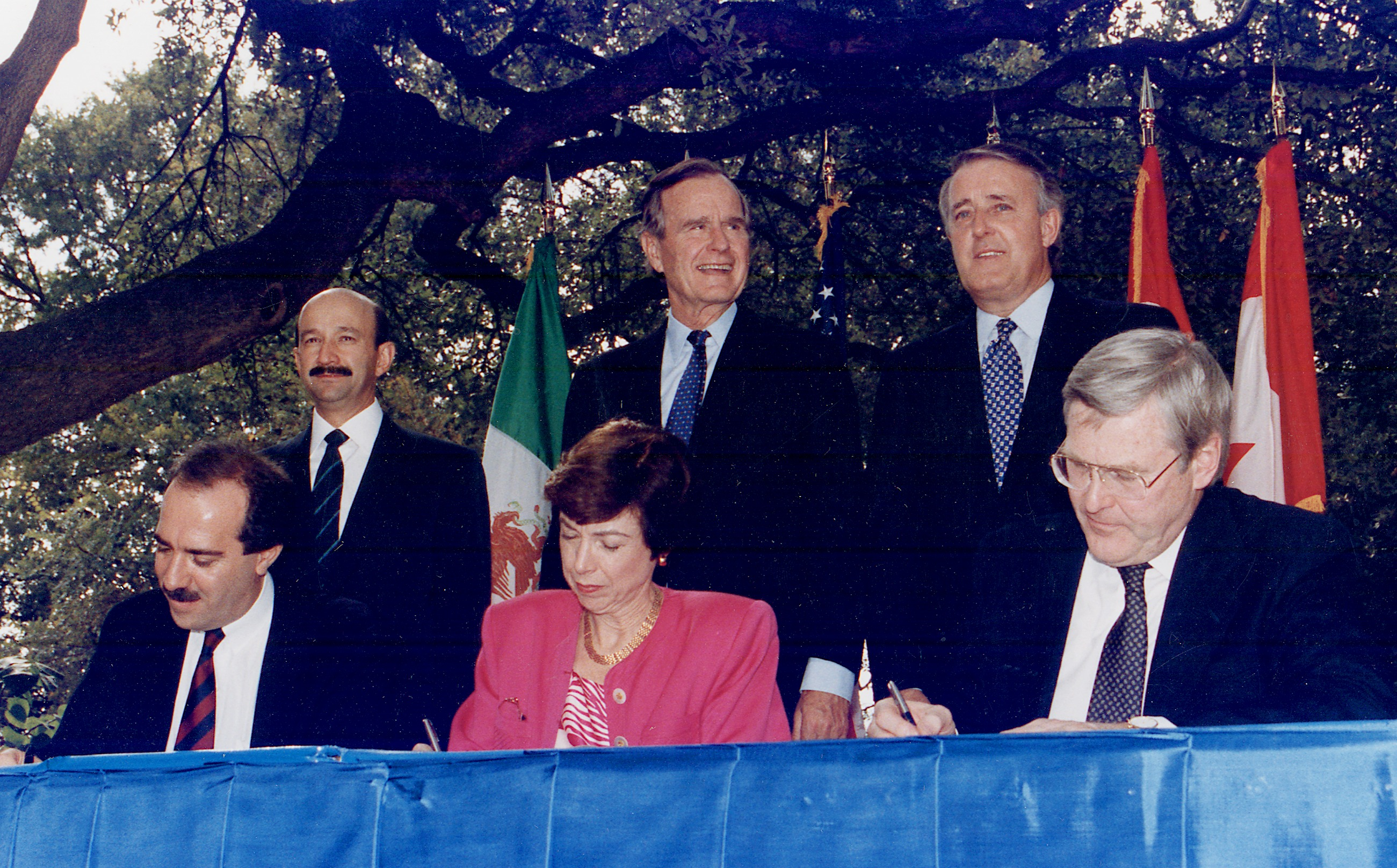
Ceremonia de firma del TLCAN. De izquierda a la derecha - El presidente Carlos Salinas de Gortari, el presidente George H. W. Bush, el primer ministro Brian Mulroney. (Sentados) Jaime Serra Puche, Carla Hills, Michael Wilson; octubre de 1992.

En 1990, los líderes de Canadá, México y los Estados Unidos comenzaron a negociar un acuerdo de libre comercio que se conocería como el Tratado de Libre Comercio de América del Norte (TLCAN). Canadá acababa de firmar un Tratado de Libre Comercio con Estados Unidos en 1988 cuando los Estados Unidos, bajo el presidente George H. W. Bush, comenzó a negociar otro pacto con México con el presidente Carlos Salinas de Gortari. El gobierno canadiense bajo el primer ministro Brian Mulroney temía que las ventajas que Canadá tenía a través del TLC Canadá-Estados Unidos se verían socavadas, y solicitó ser parte en las conversaciones entre los Estados Unidos y México. El resultado fue que el TLCAN reemplazó al anterior TLC Canadá-Estados Unidos. Se llegó a un acuerdo entre las tres naciones y el TLCAN entró en vigencia el 1 de enero de 1994.
Las relaciones entre Canadá y México fueron particularmente fuertes durante la primera década del siglo XXI. En octubre de 2006, el presidente electo Felipe Calderón Hinojosa visitó Ottawa, y el primer ministro Stephen Harper asistió a la inauguración del Presidente Calderón. Los dos líderes eran aliados ideológicos, siendo ambos pro-mercado conservadores; Calderón del Partido Acción Nacional y Harper del Partido Conservador de Canadá.
En noviembre de 2012, el presidente Enrique Peña Nieto también eligió visitar Ottawa como presidente electo antes de prestar juramento presidencial. En un editorial en The Globe and Mail en esa ocasión, Peña Nieto caracterizó la relación antes de 1994 como una de "negligencia mutua benigna", pero elogió el aumento en el comercio y los viajes entre los dos países desde el TLCAN. Pidió un aumento de la inversión extranjera directa canadiense a México, especialmente en la industria petrolera, aunque dijo que los Petróleos Mexicanos, la compañía petrolera estatal de México, seguiría siendo el propietario de los recursos. También llamó a la seguridad energética de América del Norte un "objetivo común" de ambos países. También se comprometió a trabajar para reducir la violencia relacionada con las drogas en el país y proteger a los canadienses visitantes. Además pidió a los canadienses que reconsideren una decisión de 2009 que requiere que los mexicanos tengan visas antes de llegar a Canadá.

#### T-MEC y años siguientes
El 1 de diciembre de 2016, Canadá levantó el requisito de visa para los ciudadanos mexicanos. El 30 de noviembre de 2018, el presidente Enrique Peña Nieto, el primer ministro Justin Trudeau y el presidente estadounidense Donald Trump firmaron el Tratado entre México, Estados Unidos y Canadá (T-MEC) durante la cumbre G-20 en Buenos Aires, Argentina. Se espera que este acuerdo, si lo ratifican las tres naciones, reemplace al TLCAN. En diciembre de 2018, la gobernadora general de Canadá, Julie Payette asistió a la toma de posesión del presidente Andrés Manuel López Obrador.
En enero de 2023, el primer ministro canadiense Justin Trudeau viajó a México para asistir a la Cumbre de Líderes de América del Norte en la Ciudad de México.
Debido a la alta demanda de solicitudes de asilo de parte de mexicanos, de los cuales la mayoría eran ilegítimos y que algunos mexicanos admitidos al territorio canadiense aprovecharon para cruzar ilegalmente la frontera vulnerable con Estados Unidos, a partir del 28 de febrero de 2024, el gobierno canadiense volvió a imponer requisitos de visa de visitante para la mayoría de los ciudadanos mexicanos con el fin de detener el flujo de solicitantes de asilo y limitar la entrada de ciudadanos mexicanos a Canadá sin visa para cruzar ilegalmente la frontera hacia los Estados Unidos.
En junio de 2025, la presidenta mexicana Claudia Sheinbaum viajó a Canadá para asistir a la 51.ª cumbre del G7 en Kananaskis, Alberta. Durante su estancia, se reunió con el Primer ministro Mark Carney.

## Visitas de alto nivel

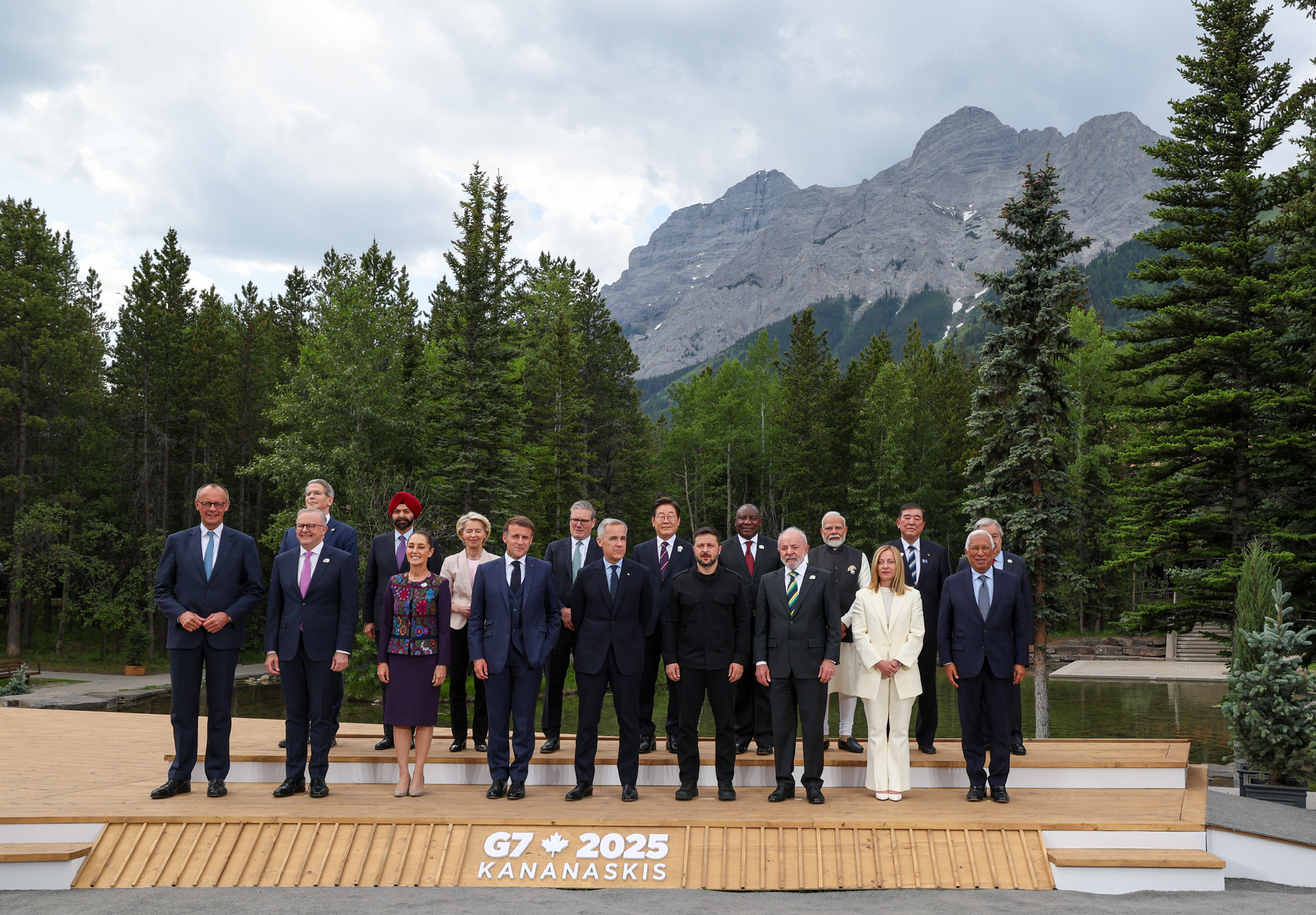
La presidenta mexicana Claudia Sheinbaum asistiendo al Cumbre G7 en Kananaskis, AB, Canadá; junto con su homólogo el Primer ministro canadiense Mark Carney; junio de 2025.

Visitas de alto nivel de Canadá a México
- Primer ministro John George Diefenbaker (1960)
- Primer ministro Pierre Trudeau (1974, 1976, 1981, 1982)
- Primer ministro Brian Mulroney (1990)
- Primer ministro Jean Chrétien (1994, 1999, 2002, 2003)
- Primer ministro Paul Martin (2004)
- Primer ministro Stephen Harper (2006, 2009, 2012, 2014)
- Gobernadora general Michaëlle Jean (2009, 2010)
- Primer ministro Justin Trudeau (2017, 2023)
- Gobernadora general Julie Payette (2018)

Visitas de alto nivel de México a Canadá
- Presidente Adolfo López Mateos (1959)
- Presidente Luis Echeverría Álvarez (1973)
- Presidente José López Portillo (1980)
- Presidente Miguel de la Madrid (1984)
- Presidente Ernesto Zedillo (1996, 1997, 1999)
- Presidente Vicente Fox (2001, 2005)
- Presidente Felipe Calderón (2007, mayo y junio de 2010)
- Presidente Enrique Peña Nieto (2016)
- Presidenta Claudia Sheinbaum (2025)

Participantes de la Cumbre Norte-Sur en Cancún, incluidos son el primer ministro Pierre Trudeau y el presidente José López Portillo; 1981.
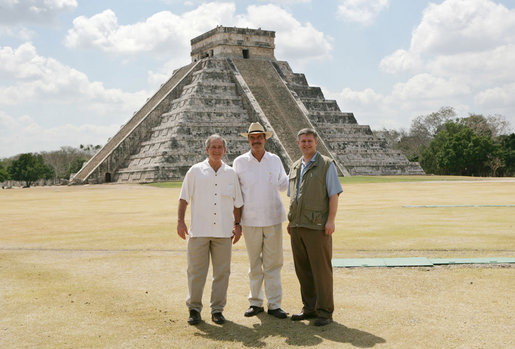
El presidente George W. Bush, el presidente Vicente Fox y el primer ministro Stephen Harper; en Chichén Itzá; marzo de 2006.
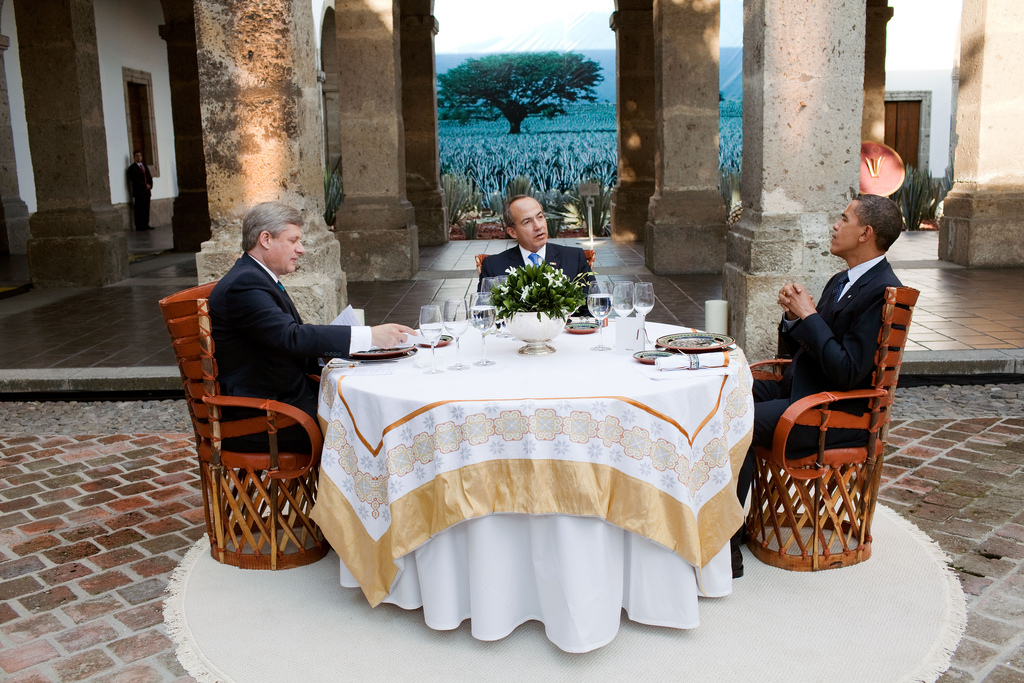
El presidente Barack Obama, el presidente Felipe Calderón y el primer ministro Stephen Harper en Guadalajara; agosto de 2009.
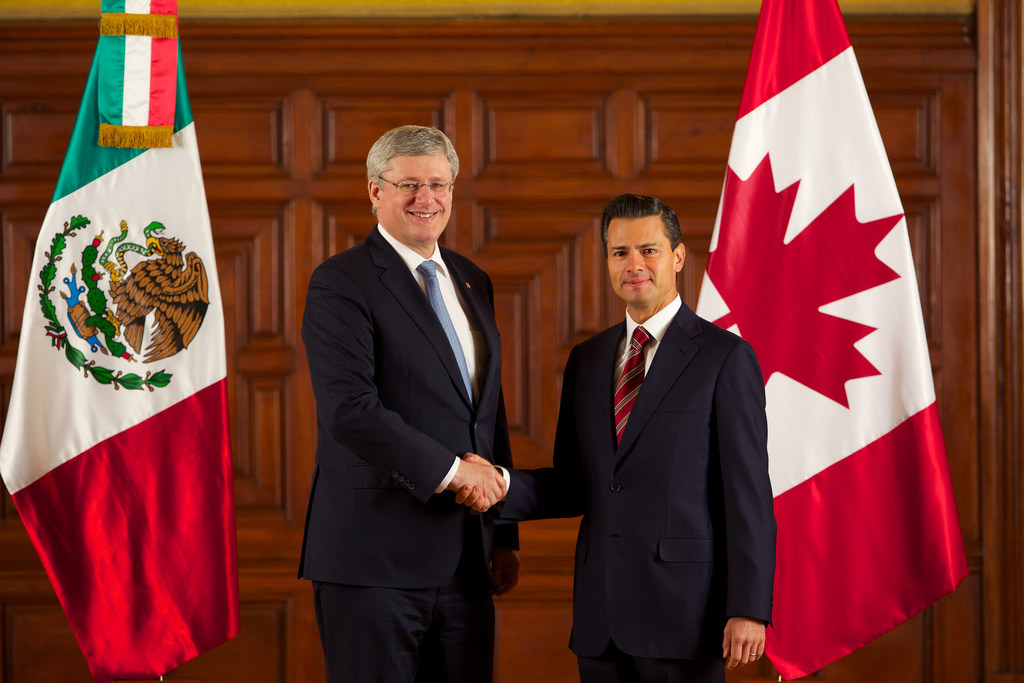
El primer ministro Stephen Harper y el presidente Enrique Peña Nieto en la Ciudad de México; marzo de 2014.
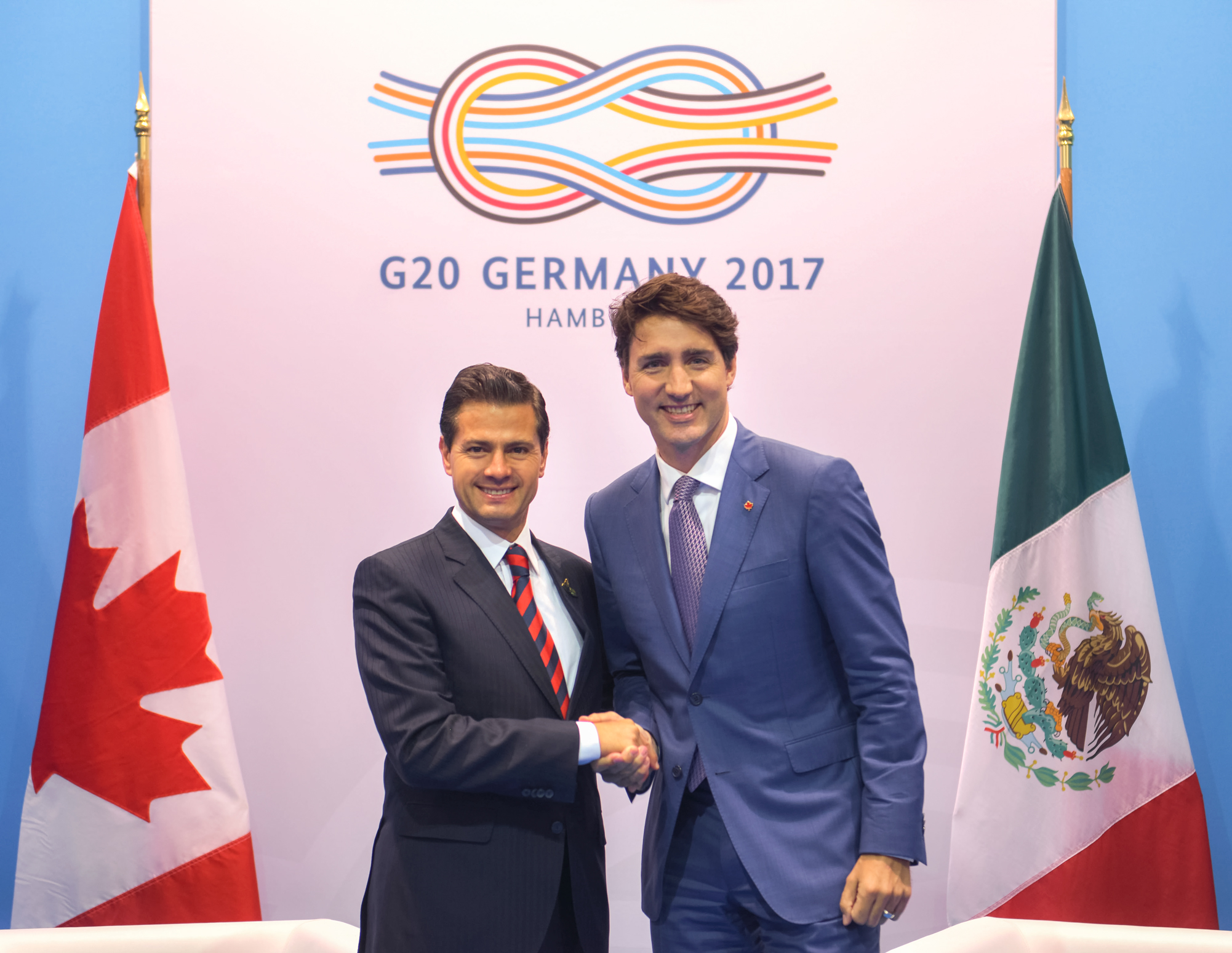
El presidente Enrique Peña Nieto y el primer ministro Justin Trudeau en la cumbre del G-20 en Hamburgo; 2017.
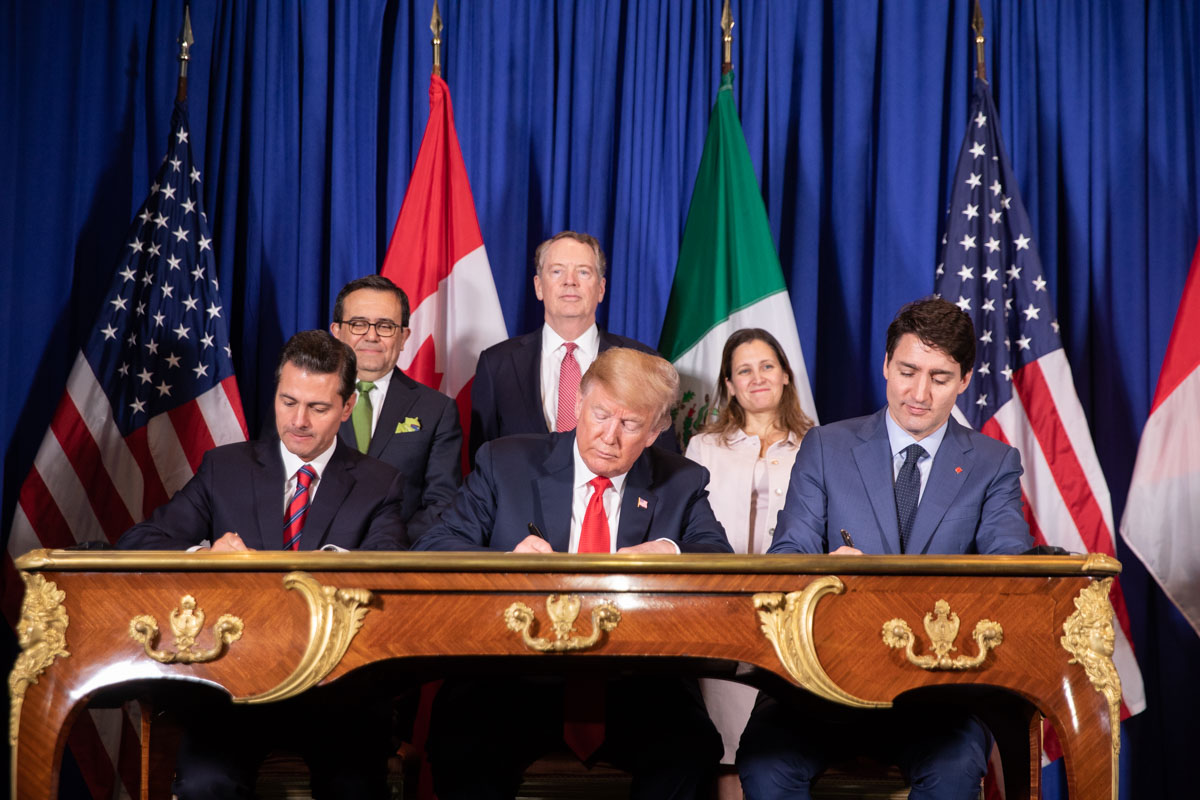
El presidente Enrique Peña Nieto, el presidente Donald Trump y el primer ministro Justin Trudeau firmando el nuevo Tratado entre México, Estados Unidos y Canadá en Buenos Aires, Argentina el 30 de noviembre de 2018.
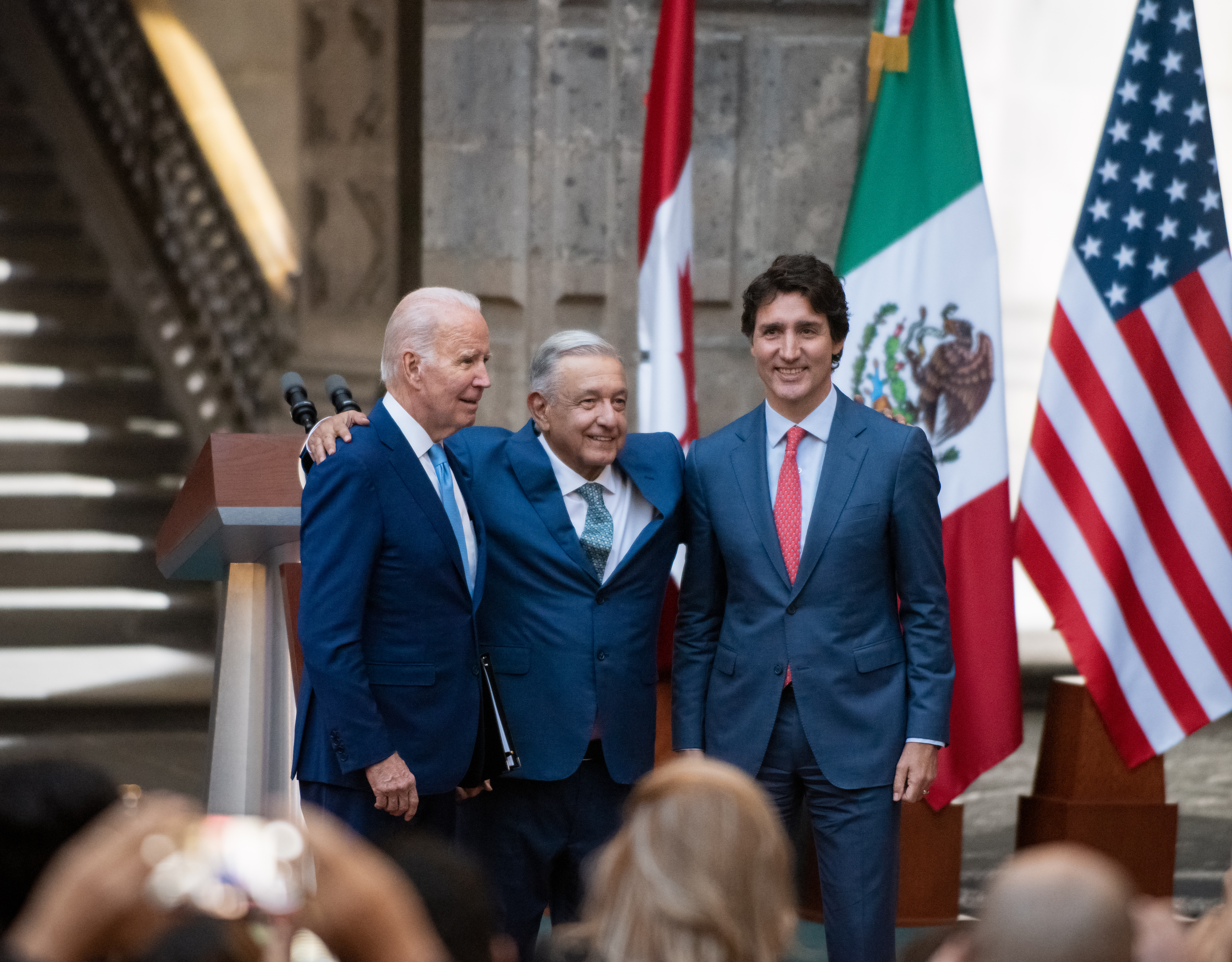
El presidente Joe Biden, el presidente Andrés Manuel López Obrador y el primer ministro Justin Trudeau en la Ciudad de México; enero de 2023.

## Acuerdos bilaterales
Ambas naciones han firmado varios acuerdos bilaterales, como un Acuerdo sobre el intercambio de correo postal (1904); Acuerdo de Cooperación Cultural (1976); Tratado sobre la ejecución de sentencias penales (1977); Acuerdo de Cooperación Ambiental (1990); Acuerdo de Cooperación Turística (1990); Acuerdo sobre la cooperación de asistencia judicial recíproca en materia penal (1990); Tratado de Extradición (1990); Acuerdo de asistencia y cooperación mutua en administraciones aduaneras (1990); Acuerdo de coproducción cinematográfica y audiovisual (1991); Acuerdo de cooperación en las áreas de museos y arqueología (1991); Acuerdo de Cooperación en los usos pacíficos de la energía nuclear (1994); Acuerdo de la Seguridad Social (1995); Acuerdo sobre servicios satelitales (1999); Acuerdo sobre leyes de competencia (2001); Acuerdo para evitar la doble imposición y evitar la evasión fiscal de los ingresos (2006) y un Acuerdo sobre el transporte aéreo (2014).

## Comercio
Veinte años después del TLCAN, México se convirtió en el mayor exportador e importador de América Latina. En 2023, el comercio bilateral entre ambas naciones ascendió a $28.7 mil millones de dólares. Las principales exportaciones de Canadá a México incluyen: semillas; aleaciones de aluminio; trigo; vehículos y partes y accesorios de vehículos; combustible diésel y aceite diésel y mezclas; bienes para el ensamblaje o fabricación de aviones, (entre otros). Las principales exportaciones de México a Canadá incluyen: vehículos (tanto de pasajeros como de transporte); televisores de pantalla plana; productos para el montaje o fabricación de aeronaves y piezas; partes de motores de pistones; tractores; electrónica para recibir, convertir y transmitir comentarios de voz; y aguacates, (entre otros).
En 2022, las empresas canadienses invirtieron $33 mil millones de dólares en México convirtiendo a México en el décimo destino de inversión directa de Canadá. Compañías multinacionales canadienses como BlackBerry, Bombardier, Fairmont Hotels and Resorts y Scotiabank (entre otros) operan en México. Al mismo tiempo, compañías multinacionales mexicanas como Alfa, Cemex y Grupo Bimbo (entre otros) operan en Canadá. En Canadá se venden varios productos de cerveza y tequila mexicanos.

## Misiones diplomáticas residentes
| de Canadá en México - Ciudad de México (Embajada) - Monterrey (Consulado-General) - Guadalajara (Consulado) - Cabo San Lucas (Agencia consular) - Cancún (Agencia consular) - Mazatlán (Agencia consular) - Playa del Carmen (Agencia consular) - Puerto Vallarta (Agencia consular) | de México en Canadá - Ottawa (Embajada) - Montreal (Consulado-General) - Toronto (Consulado-General) - Vancouver (Consulado-General) - Calgary (Consulado) - Leamington (Consulado) |

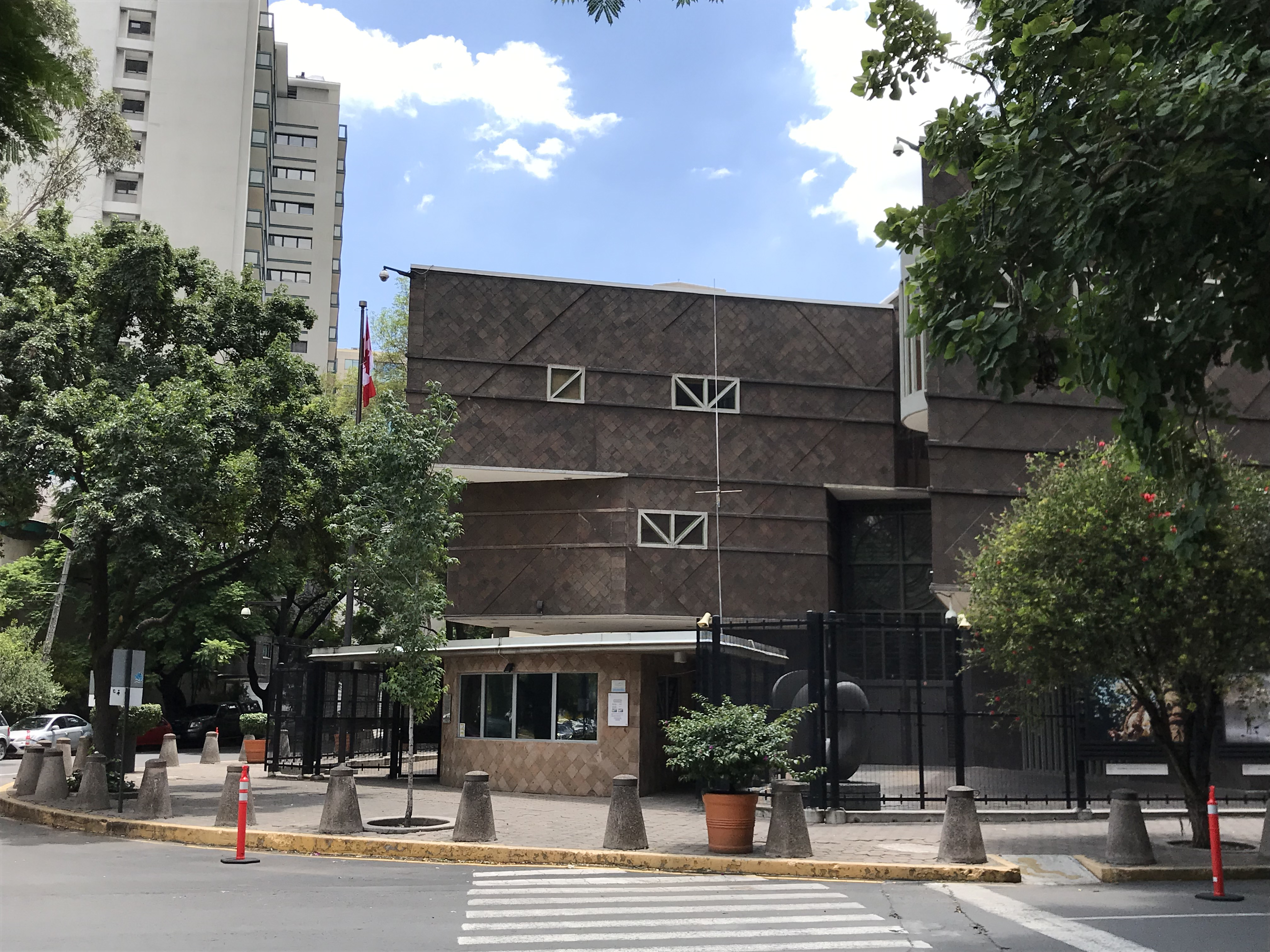
Embajada de Canadá en la Ciudad de México

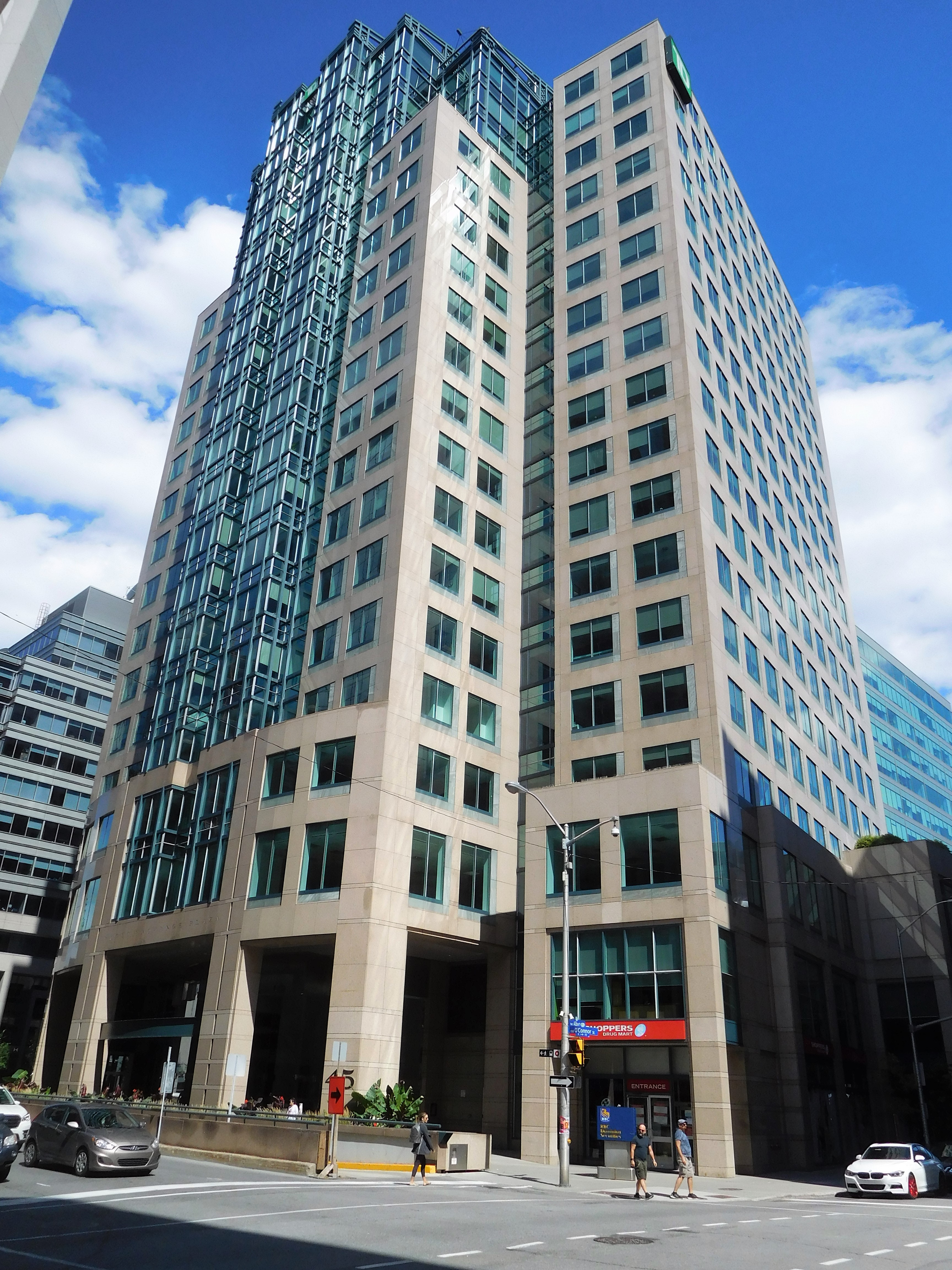
Edificio alojando a la Embajada de México en Ottawa
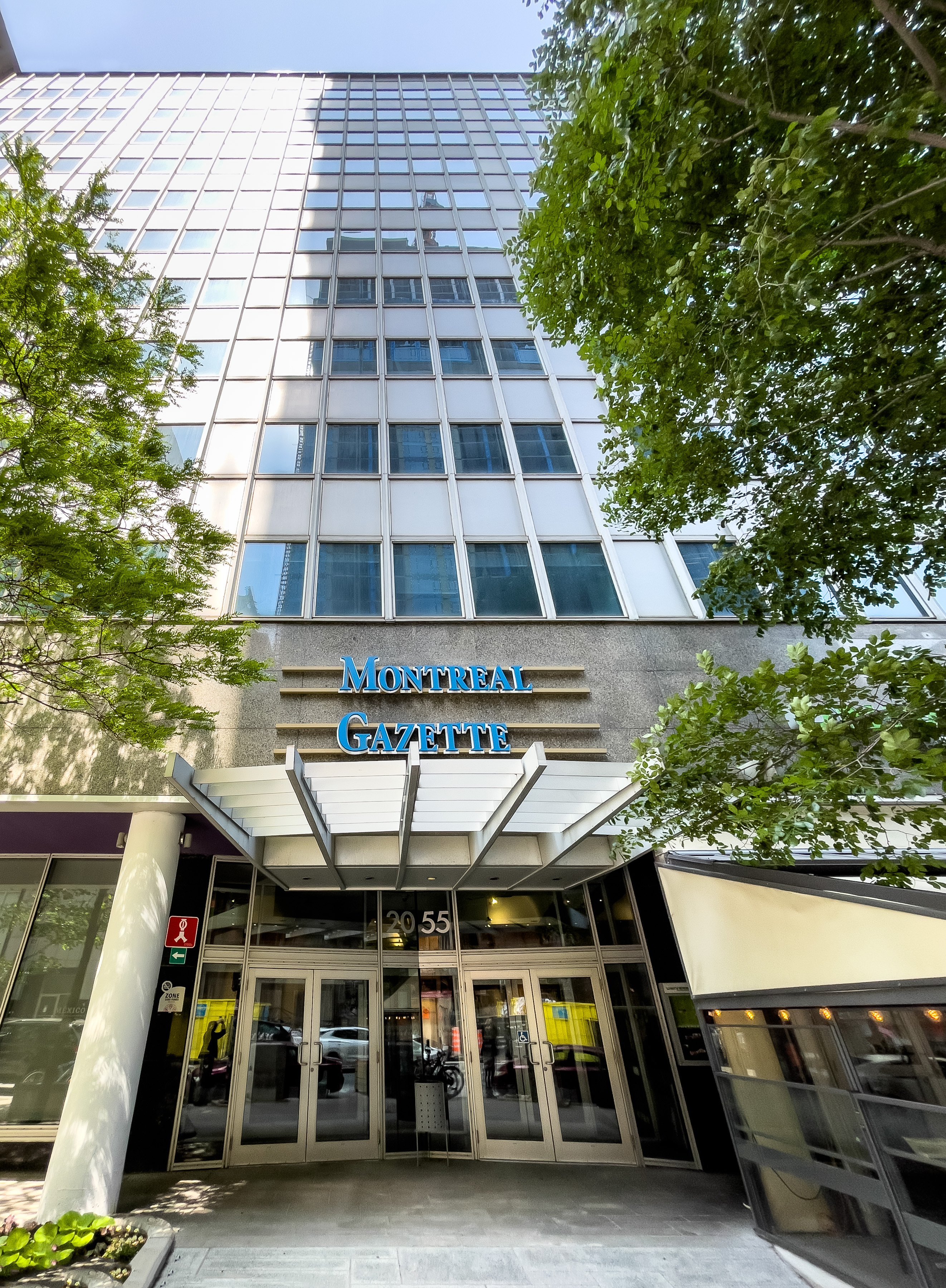
Edificio alojando al Consulado-General de México en Montreal
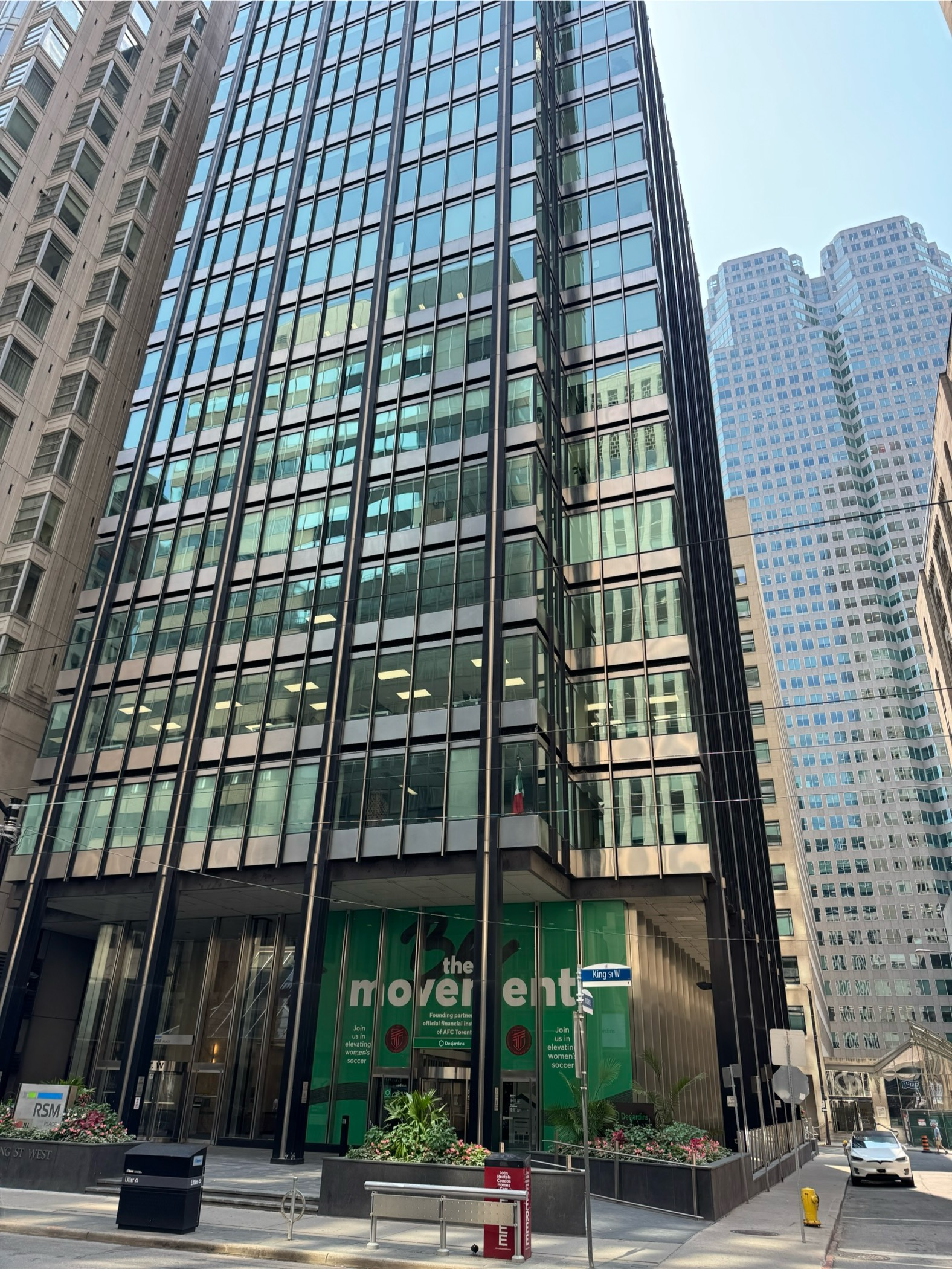
Edificio alojando al Consulado-General de México en Toronto
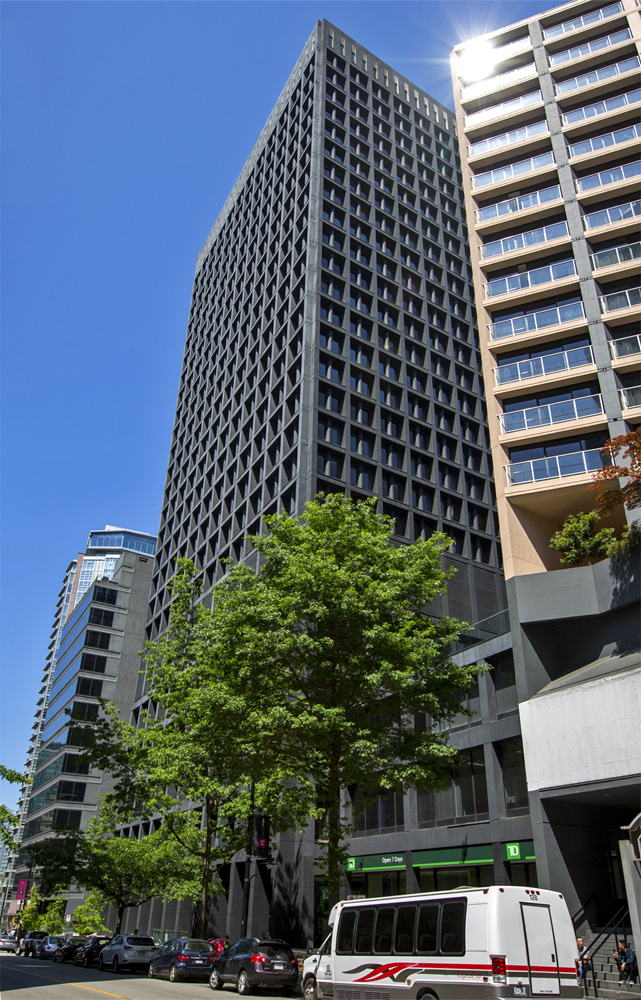
Edifico alojando al Consulado-General de México en Vancouver